# Palovaaraolyckan
Palovaaraolyckan var en olycka som inträffade den 3 juli 1944, strax efter klockan 16:00 vid Palovaara strax väster om Haparanda. Fjorton värnpliktiga i militär beredskap omkom när stridsvagnsminor exploderade: nio soldater ur Livgrenadjärregementet (I 4) i Linköping och fem ingenjörssoldater från Stockholm. Elva soldater skadades, en av dem svårt. Soldaterna skulle röja ett minfält som bedömdes som ofarligt, men utredningen efter olyckan visade att minst sex minor utlösts.

## Palovaaramonumentet
40 år efter olyckan, den 3 juli 1984, avtäcktes ett minnesmärke över offren. Minnesmärket består av tre stenblock. På det översta har ett kors och följande text huggits in: "Här förolyckades 14 unga soldater i fredens tjänst 3/7 1944."